# Eurowag
W.A.G. payment solutions, a.s. známá pod obchodní značkou Eurowag, patří mezi největší poskytovatele řešení pro nákladní a silniční dopravu v Evropě. Byla založena v roce 1995 současným většinovým majitelem a předsedou představenstva Martinem Vohánkou. Firma zaměstnává více než 1000 zaměstnanců 30 národností v celkem 18 pobočkách po celé Evropě. Služby společnosti využívají dopravci pro správu více než 100 000 nákladních vozidel napříč 30 evropskými státy. Provozní zisk EBITDA za rok 2020 činil 1,4 miliardy korun.

## Historie

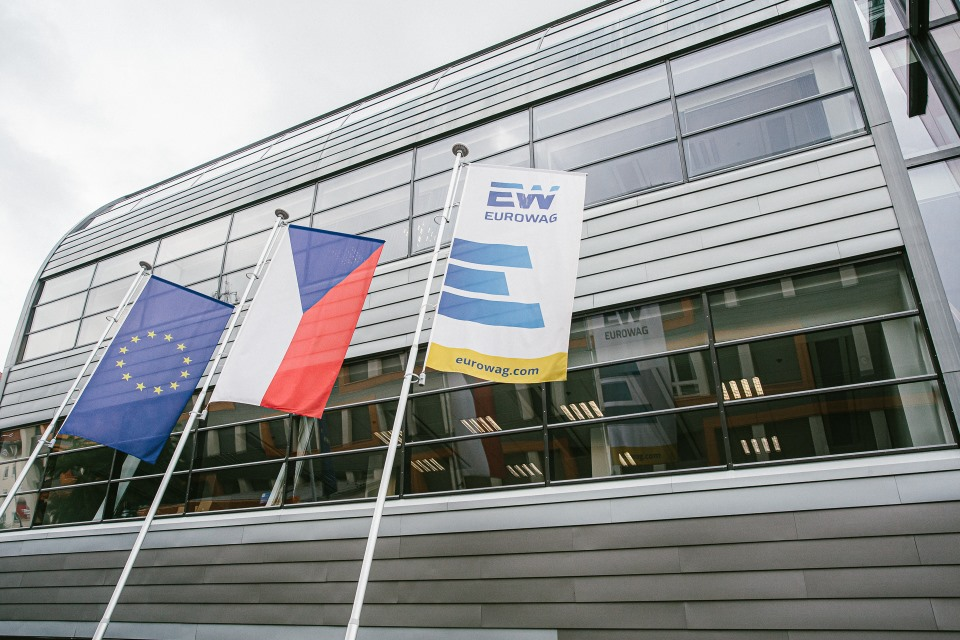

Historie společnosti Eurowag sahá do roku 1995, kdy Martin Vohánka v rodném Mostě založil společnost W.A.G. group s.r.o. Firma začala působit o rok později distribucí rafinérských produktů podnikům v oblasti zemědělství a průmyslu a také čerpacím stanicím. V roce 2000 se firma přestěhovala z Mostu do Prahy a rozšířila své portfolio produktů o palivovou kartu Eurowag. K 1. lednu 2001 nově vznikla společnost W.A.G. payment solution, a.s., která převzala všechny závazky a aktiva W.A.G. group s.r.o. V roce 2005 otevřel Eurowag první truck park[ujasnit] v České republice. O rok později Eurowag vstoupil na první zahraniční trhy. V roce 2007 přibyla do portfolia služeb platba mýta. V roce 2015 Martin Vohánka prodal třetinu firmy přednímu globálnímu fondu Private equity bostonské TA Associates.

## Akvizice
V roce 2014 koupil Eurowag společnost Česká logistická, později přejmenovanou na Reamon Tax, zabývající se refundacemi daní v rámci EU. Následovala řada akvizic, např. akvizice společnosti Princip, a.s. podnikající v oblasti telematiky motorových vozidel nebo slovenskou společnost Sygic poskytující offline navigace. V roce 2019 získal Eurowag majoritní podíl ve španělské firmě ADS, podnikající na španělském a portugalském trhu v oblasti palivových karet. V roce 2021 se Eurowag spojil s nizozemskou společností Last Mile Solutions, poskytující služby pro elektromobilitu.

## Služby

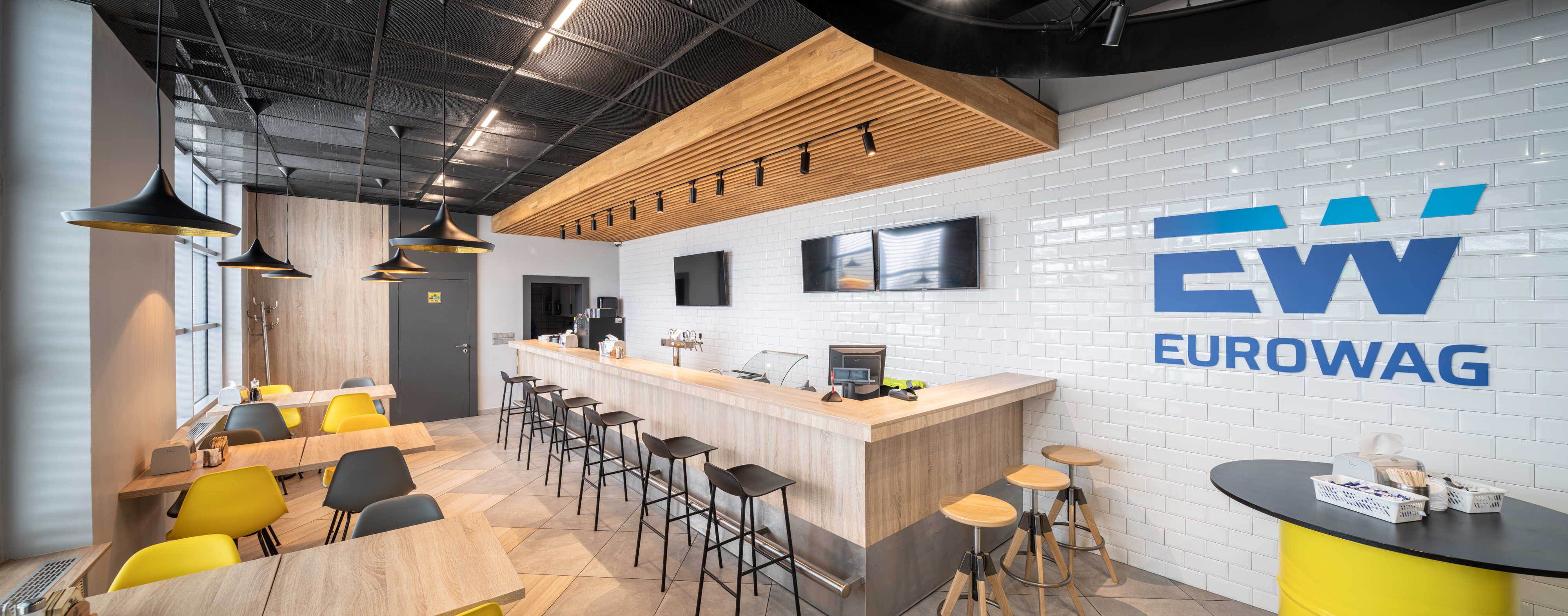

Eurowag poskytuje mezinárodním dopravním společnostem služby v oblasti silniční mobility jako jsou platby za palivo či dobíjení elektrických vozidel prostřednictvím mezinárodní akceptační sítě. Vizí společnosti je poskytnout služby a výhody digitalizace i malým dopravcům. Počet zákazníků Eurowagu roste průměrně o 20 % ročně.[zdroj?]
Mezi další služby Eurowagu patří platba mýt a úhrada jiných poplatků (např. za parkování, myčky a opravy), refundace daní z jiných členských států, telematika, navigační aplikace, financování pracovního kapitálu a řada navazujících služeb. Eurowag se rovněž věnuje rozvoji udržitelnosti a alternativním palivům, jako je LNG. Zároveň provozuje více než 300 000 dobíjecích stanic pro elektromobily po celé Evropě.

## Charitativní činnost
Nejvýznamnější charitativní činností je projekt Philanthropy&You, jenž umožňuje každému zaměstnanci každoročně určit adresáta části dobročinné podpory z celkového rozpočtu ve výši 1 % zisku minulého roku skupiny před zdaněním.
Majitel společnosti Eurowag Martin Vohánka je také spoluzakladatelem Nadačního fondu nezávislé žurnalistiky a nadace BLÍŽKSOBĚ.